# Camions d'hier et d'aujourd'hui
Camions d'hier et d'aujourd'hui est un magazine français bimestriel créé début 2007 par Loïc Fieux et édité par Histoire & Collections. En avril 2011, cet éditeur arrête la publication de ce magazine, après la sortie de 26 numéros bimestriels et de 5 numéros hors série.

## Présentation
Il abordait le camion à travers un contenu à la fois historique et lié à l'actualité. On y trouvait :
- la présentation et les essais des nouveaux camions ;
- des articles historiques à propos d'un type de camion, d'une marque, voire d'un courant de trafic ou d'un transporteur.

À ces sujets principaux s'ajoutaient du modélisme, des reportages (événements liés au monde du camion, compétition, rallyes, raids, etc.) ainsi que des articles traitant de sujets connexes (utilitaires légers, autocars et autobus, systèmes non conventionnels, etc.).
Face à la décision d'arrêt prise par l'éditeur du magazine « Camions d'hier et d'aujourd'hui », son créateur et rédacteur en chef a décidé de poursuivre l'aventure seul en créant le magazine « Tous les camions » qui perpétue l'esprit de « Camions d'hier et d'aujourd'hui ». Le magazine « Tous les camions », apparu en octobre 2011 (sortie du numéro 1), est bimestriel, comme son prédécesseur.